# Calle (Iserlohn)
Calle war eine Gemeinde im Kreis Iserlohn, ab 1907 Landkreis Iserlohn in der preußischen Provinz Westfalen. Die Nachbargemeinden Calles waren im Uhrzeigersinn im Norden beginnend Sümmern, Landhausen, Hemer (ursprünglich Oberhemer), Westig, Ihmert, Iserlohn, Östrich (heute mit der Schreibweise Oestrich) und Hennen.
Die Gemeinde trug ursprünglich den Namen Kalle und gehörte zum Amt Iserlohn. Die Gemeindegröße betrug 8,59 km². Am 1. August 1929 wurde die Gemeinde aufgelöst. Der größte Anteil der ehemaligen Gemeinde wurde in die Gemeinde Hemer eingegliedert (4,77 km²). Die damals noch selbstständige Gemeinde Ihmert erhielt 6 Hektar. Die Stadt Iserlohn übernahm 3,76 km² der ehemaligen Gemeinde, nun aber in der bis heute amtlichen Schreibweise Calle.
Der Ortsname Calle wurde erstmals in einer Urkunde vom 22. Juni 1257, in der es um die Verwaltung der Einnahmen aus einigen Caller Höfen ging, genannt. 1841 gehörte Calle zum Amt Hemer und bestand um 1904 aus den weit auseinanderliegenden Wohnplätzen Bilveringsen, Bredenbruch, zu(r) Calle, Düingsen, Franzberg, Griesenbrauck, Magney, Schleddenhof und Wermingsen. Zu dieser Zeit hatte die Gemeinde Calle 900 Einwohner.
Der Iserlohner Ortsteil befindet sich im Osten der Stadt. Zu ihm gehören die Siedlungen Griesenbrauck und Bilveringsen (derzeitiges Ende der Autobahn A 46) sowie das Gewerbegebiet an der Westfalenstraße, in dem die Märkische Verkehrsgesellschaft ihre Iserlohner Nebenstelle und einen Betriebshof unterhält. Ende 2019 hatte der Bereich Griesenbrauck/Bilveringsen 739 Einwohner.